# 强权政治
强权政治（英語：Power politics）是国际关系学上的一个名词。它指主权国家为了维护自身的利益，使用军事武力、经济或政治力量威胁其他国家。
1862年9月，普鲁士首相俾斯麦在国会的一次讲话中首次明确提出强权政治的原则。国际关系中以大欺小、以强凌弱、弱肉强食的外交政策均基于强权政治的原则，其实质是对其他国家主权和尊严的粗暴践踏和侵犯，1814～1815年的维也纳会议和1919年的巴黎和会都体现这一原则。在当代国际关系中，超级大国奉行的“实力政策”、对他国的武装干涉和侵略，都是强权政治原则的表现。1979年英国国际关系学学者马丁·怀特的著作以“强权政治”为书名。